# Ángel Cabrera Classic
De Ángel Cabrera Classic is een golftoernooi van de Argentijnse TPG Tour (Tour de Profesionales de Golf). Het wordt georganiseerd op de Jockey Club Córdoba.

## Geschiedenis
Het toernooi is vernoemd naar Ángel Cabrera, de Argentijnse speler die in 2007 het US Open won en in 2009 de US Masters. De eerste editie vond plaats in 2007 en werd gewonnen door Rafael Gómez uit Buenos Aires, die aan het einde van het jaar ook de winnaar van de Argentijnse Order of Merit werd. Het toernooi bestond uit de eerste keer uit vier rondes, de tweede keer uit drie rondes.

## Winnaars
| Jaar | Winnaar          |
| ---- | ---------------- |
| 2007 | Rafael Gómez     |
| 2008 | César Monasterio |
| 2011 | Tano Goya        |